# Dvärgspökuggla
Dvärgspökuggla (Ninox sumbaensis) är en nyligen beskriven fågelart i familjen ugglor inom ordningen ugglefåglar.

## Utseende och läte
Dvärgspökuggla är en liten (23 cm), rostbrun spökuggla med gula ögon, tydliga vita ögonbryn och fläckad ovansida. Ungfågeln rapporteras vara rödare och mer enfärgad. Lätet består av ett enkelt "woop" som ofta avges i duett, där ena könet låter ljusare än det andra. Sumbaspökuggla är mycket större med mörka ögon, bandad undersida och avvikande läte.

## Utbredning och systematik
Fågeln förekommer endast på ön Sumba i Små Sundaöarna. Den behandlas som monotypisk, det vill säga att den inte delas in i några underarter. Arten beskrevs som ny för vetenskapen så sent som 2002.

## Status
Denna dåligt kända art tros ha ett mycket litet utbredningsområde som med största säkerhet minskat i omfång till följd av skogsavverkningar. IUCN kategoriserar arten som starkt hotad. Världspopulationen uppskattas till mellan 10 000 och 20 000 vuxna individer.